# Caso Mantell
O Caso Mantell diz respeito à queda e morte do capitão Thomas Francis Mantell Jr., de 25 anos, piloto da Kentucky Air National Guard, em 7 de janeiro de 1948, enquanto perseguia um OVNI.
Acredita-se que, como consequência por ter voado alto demais, ele desmaiou após perder muito oxigênio e caiu. Uma investigação do Project Blue Book indicou que Thomas morreu enquanto perseguia um balão skyhook, que, em 1948, era um projeto ultra-secreto que ele não conheceria.

## O caso
Na manhã de 7 de janeiro de 1948, comandados pelo capitão Thomas F. Mantell, quatro aviões de combate tipo F-51D Mustang regressavam de um voo de exercício na Base Aérea de Godman, em Fort Knox, Estados Unidos. Nesse momento, o controlador de rádio da torre notificou-os que um objeto não identificado havia sido avistado no céu, entre as nuvens. Acelerando, os caças saíram em perseguição ao OVNI. De acordo com o antigo capitão da Força Aérea dos Estados Unidos, Edward J. Ruppelt, ninguém conseguia lembrar de como Mantell descreveu o objeto, mas “historiadores de discos” dizem que ele descreveu o “OVNI” como “metálico e de tamanho tremendo”. Mantell continuou a subir, mas os outros desistiram pois não tinham o equipamento de oxigênio necessário, e tentaram contactar Mantell para que ele parasse também. Já que a aeronave de Mantell também não tinha o equipamento de oxigênio para sobreviver a um voo de alta altitude, o exército determinou que ele desmaiou por falta de oxigênio após passar de 7,600 metros e seu avião começou a cair. Testemunhas relataram ter visto o Mustang de Mantell caindo em espiral. Seu avião bateu em uma fazenda no sul de Franklin, na borda de Kentucky com Tennessee. Posteriormente, seu corpo foi removido dos destroços pelos bombeiros. Seu cinto estava destruído e seu relógio estava parado às 15:18, a hora da batida.

## Cobrimento na mídia e rumores

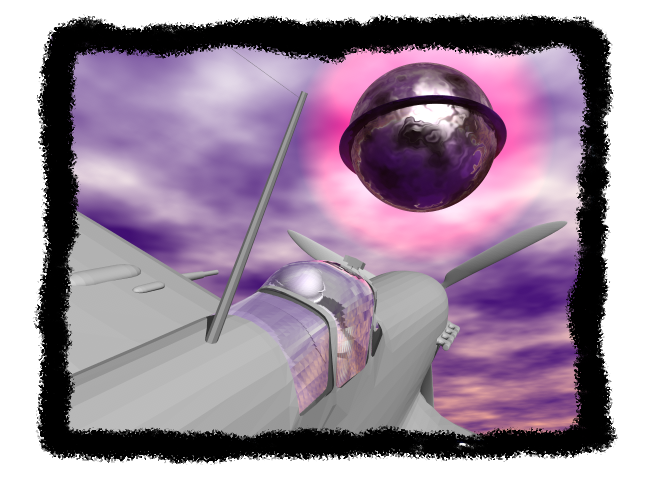
Reconstrução artística da aeronave de Mantell encontrando um OVNI, baseada nas teorias de ufólogos.

O caso Mantell foi noticiado por vários jornais nos Estados Unidos. Vários rumores sensacionalistas também circularam sobre a batida. De acordo com o historiador de OVNIs, Curtis Peebles, entre os rumores havia alegações de que “o objeto voador era um míssil sovietico; Era uma espaçonave [alienígena] que derrubou [o avião de Thomas] quando ele chegou perto demais; o corpo de Thomas Mantell foi encontrado cheio de balas; o corpo não foi encontrado; o avião se desintegrou completamente no ar; [e] que os destroços tinham radiação. Entretanto, nenhuma evidência foi encontrada para fundamentar esses rumores, e a investigação da Força Aérea refutou algumas alegações, como a da radiação.
Outros rumores incluem Mantell descrevendo o objeto como “metálico”, Mantell sendo machucado por um “raio” misterioso, seu corpo desaparecendo dos destroços, e buraquinhos não explicados em sua aeronave destruída. Kehoe e Ruppelt não apoiaram esses rumores.

## Explicações propostas

### A explicação do planeta Vênus
O Caso Mantell foi rapidamente investigado pelo Projeto Sinal, grupo de pesquisa da Força Aérea dos Estados Unidos recém-criado para estudar casos de óvnis. Apesar da equipe do Projeto Sinal nunca haver chegado a uma conclusão, outros investigadores da Força Aérea sugeriram que Mantell havia observado o planeta Vênus. Se fosse o caso, Mantell, acreditando erradamente que poderia se aproximar do objeto, para dar uma olhada melhor, haveria morrido por falta de oxigênio em altitude elevada.
Entretanto, esta conclusão foi logo descartada, porque embora Vênus estivesse na mesma posição do óvni, astrônomos trabalhando para o Projeto Sinal estabeleceram que o planeta estaria quase invisível para observadores àquela hora do dia. De acordo com Edward J. Ruppelt, capitão aviador da Força Aérea dos Estados Unidos, que dirigiu o Projeto Rancor e o Projeto Livro Azul, investigativos de casos de óvnis:
"A razão por que Vênus tinha sido aventada consistia em que o planeta, na ocasião, se encontrava quase no mesmo lugar do céu em que o UFO. Consultando suas notas, o Dr. Hynek disse-me que, às 15h, se localizava a sul-sudoeste de Godman e 33 graus acima do horizonte sul. Nessa mesma hora, os ocupantes da torre calculavam que o UFO estivesse a sudoeste de Godman e a uma elevação aproximada de 45 graus. Concedendo uma certa margem de erro humano quanto à estimativa da direção e dos ângulos, a aproximação era grande. Concordei. Contudo, havia uma grande falha na teoria. Vênus não estava na ocasião com brilho suficiente para ser visto. O Dr. Hynek havia feito o cômputo da iluminação nesse dia e verificou que o planeta era apenas mais brilhante seis vezes que o céu que o rodeava. A seguir explicou-me o que isso significava. Seis vezes pode parecer muito, mas não é. Quando alguém procura um ponto luminoso no céu, apenas seis vezes mais brilhante que o rodeia, é quase impossível encontrá-lo até mesmo em dia claro. O Dr. Hynek afirmou não ter pensado que o UFO era o planeta Vênus. Mais tarde verifiquei que, embora o dia do acidente tivesse sido relativamente claro e livre de nuvens, havia grande quantidade de bruma. Perguntei ao Dr. Hynek se poderia oferecer alguma outra solução. Repetiu-me as teorias do balão, de reflexo na cúpula da cabina do avião e do parélio, mas recusou-se a tecer comentários, pois, como disse, era um astrofísico e cuidava apenas de comentar as observações sob esse aspecto."

### A explicação do balão Skyhook

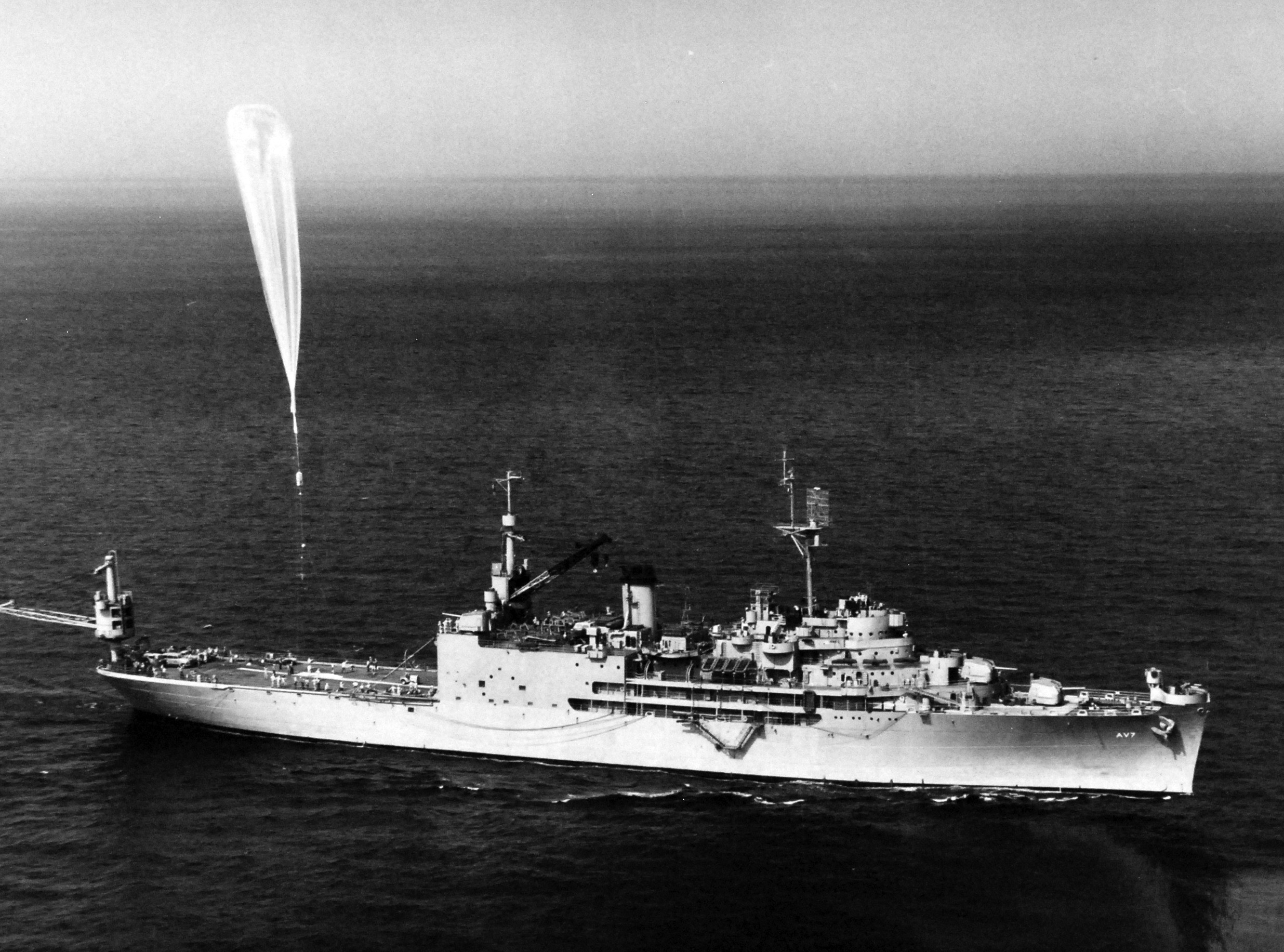
Um balão Skyhook é preenchido abordo da USS Currituck (AV-7) durante a operação "Churchy".

Aventou-se a hipótese do óvni ser um balão Skyhook, que continha alumínio e tinha cerca de 30 m de diâmetro, o que é consistente com a descrição de Mantell de um largo objeto metálico. Uma vez que os balões Skyhook eram secretos naquele tempo, supôs-se que nem Mantell nem os outros observadores na torre de tráfego aéreo estariam aptos a identificar o óvni como tal. No entanto, ele admitiu que não conseguiu encontrar registros de lançamentos de balões na ocasião. De acordo com Ruppelt:
"Em algum lugar nos arquivos da Força Aérea ou da Marinha, haverá registros que demonstrarão ou não se um balão foi solto da Base Aérea de Clinton County, Ohio, em 7 de janeiro de 1948. Jamais pude encontrar tais registros. Pessoas que trabalharam nos primitivos tempos dos balões Skyhooks lembram-se de ter operado em Clinton Country em 1947, mas recusaram-se afirmar que houve algum balão solto em 7 de janeiro [de 1948]. 'Talvez', diziam."
Em 1952, o Project Blue Book identificou o objeto que Mantell seguiu como um balão Skyhook, um projeto ultra-secreto que ele não conheceria na época. O exército determinou que Mantell perdeu consciência enquanto seguia o balão até a atmosfera sem oxigênio. Como um objeto confidencial e possivelmente lançado por outro serviço militar, o objeto não seria identificável para Mantell ou os observadores no chão. Um relato de Madisonville, Kentucky, identificou o objeto como um balão após vê-lo através de um telescópio. Dr. Seyfert, um astrónomo na universidade Vanderbilt, observou o objeto através de seus binóculos no sul de Nashville, Tennessee. Ele o descreveu como “um balão com formato de pera, com cabos e uma cesta grudada”.
Enquanto OVNIs são culturalmente vistos como misteriosos, eles são muitas vezes identificados, particularmente como balões. Balões skyhooks causaram vários relatos de OVNIs durante os anos 40 e 50. Os objetos de alta altitude de 2023 e o famoso caso Roswell também foram atribuídos a balões de projetos militares.

## Thomas Mantell
Capitão Thomas Francis Mantell Jr. (30 de junho de 1922 - 7 de janeiro de 1948) foi um oficial da força aérea dos Estados Unidos e um veterano da Segunda Guerra Mundial. Ele ganhou a Cruz de Voo Distinto por suas ações de coragem durante o Dia D, e uma medalha do ar com três folhas de carvalho por suas conquistas aéreas.

### Carreira
Mantell graduou-se da Male High School em Louisville. Em 16 de junho de 1942, ele se juntou ao Corpo Aéreo do Exército dos Estados Unidos, a organização precedente da Força Aérea, terminando a escola de voo em 30 de junho de 1943. Durante a Segunda Guerra Mundial, ele foi piloto de uma C-47 Skytrain, designado para o 96º Esquadrão de Transporte de Tropas, 440º Grupo de Transporte de Tropas, que lançou a 101ª Divisão Aerotransportada na Normandia em 6 de junho de 1944.
Mantell recebeu a Cruz de Voo Distinta por heroísmo ao pilotar um C-47 chamado Vulture's Delight e rebocar um planador sob fogo antiaéreo pesado.
Após a guerra, Mantell retornou a Louisville e entrou para a recém-formada Guarda Aérea Nacional do Kentucky em 16 de fevereiro de 1947, tornando-se piloto de F-51D Mustang no 165º Esquadrão de Caça.
Após sua morte, em janeiro de 1948, os restos mortais de Mantell foram enviados a Louisville para serem enterrados no Cemitério Nacional Zachary Taylor.

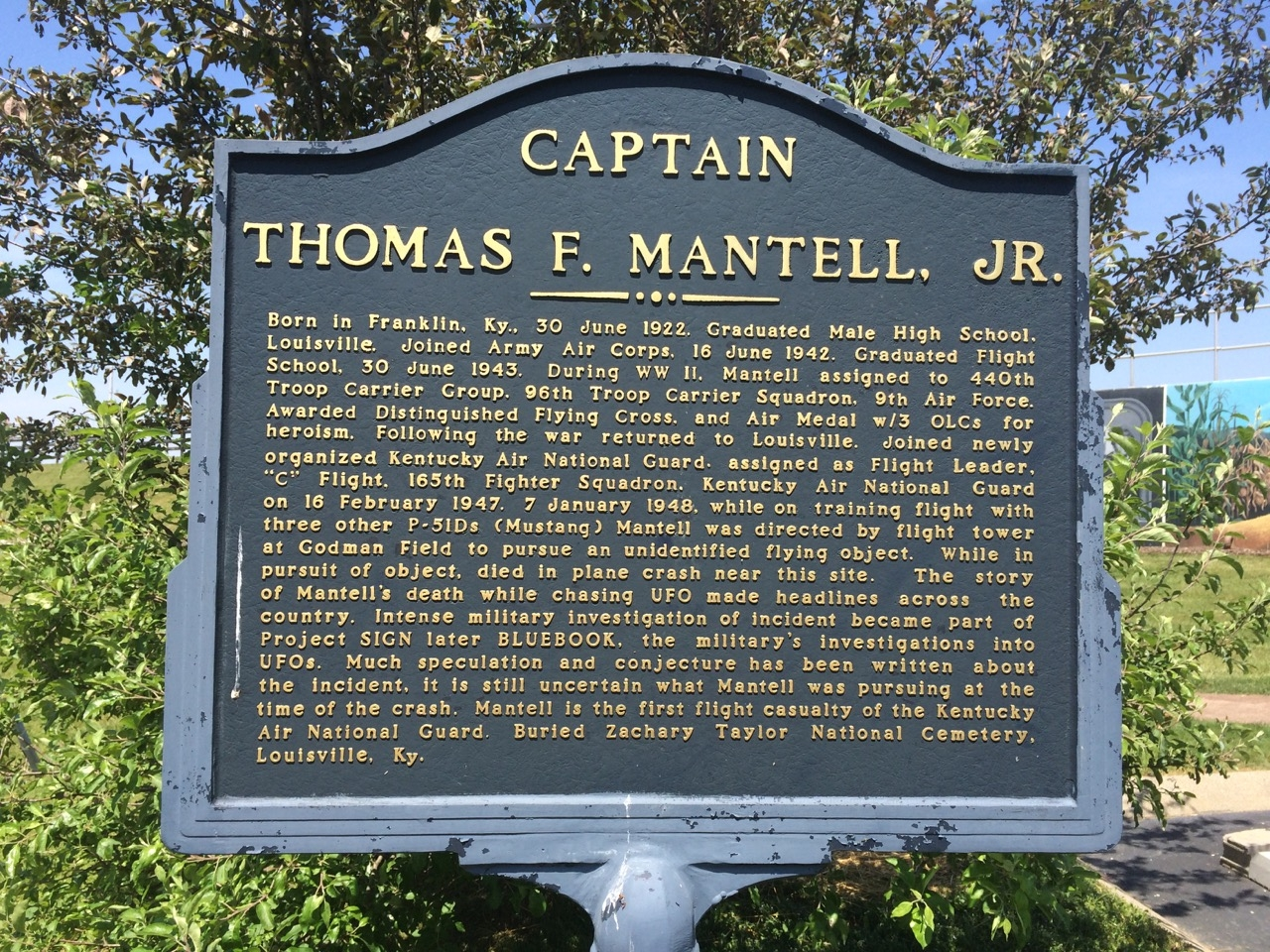
Marco feito em homenagem a Thomas Mantell, com uma descrição sobre sua morte.

Em 29 de setembro de 2001, a Sociedade Histórica do Condado de Simpson inaugurou um marco histórico em homenagem a Mantell em sua cidade natal, Franklin. O marco está localizado na saída da Interstate 65.